# ユマ (アリゾナ州)
ユマ（英: Yuma）は、アメリカ合衆国アリゾナ州のユマ郡にある都市。ユマ郡の郡庁所在地である。人口は9万5548人（2020年）。カリフォルニア州境、アメリカ=メキシコ国境に近い。
ユマはユマ都市圏の主要都市である。都市圏人口は194,322人（2008年）。ユマは温暖な気候であるため、冬季にユマに短期滞在する者が8万人以上いる。

## 歴史

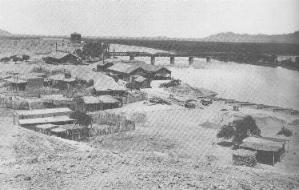
ユマの渡し場と鉄道橋、1886年撮影。鉄道橋は1877年に建設された。

ユマ市となっている地域に最初に住んでいたのはインディアンであり、その子孫達は現在ココパーおよびクェチャン居留地に住んでいる。1540年、スペイン人エルナンド・デ・アラルコンとメルシオール・ディアスが指揮する遠征隊がこの地域を訪れ、直ぐにコロラド川を渡るための自然の浅瀬があるこの地を都市建設のための理想的な場所と認めた。後にユマの渡しでコロラド川を渡った軍事的遠征隊としては、1774年のフアン・バウティスタ・デ・アンサ、1848年のモルモン大隊および1862年のカリフォルニア部隊がいた。
ユマ砦の建設に続いてコロラド川のニューメキシコ側（現在はアリゾナ州内）に町が出現した。この町は当初コロラドシティと呼ばれ、1858年にアリゾナシティ、さらに1873年にユマと改名された。

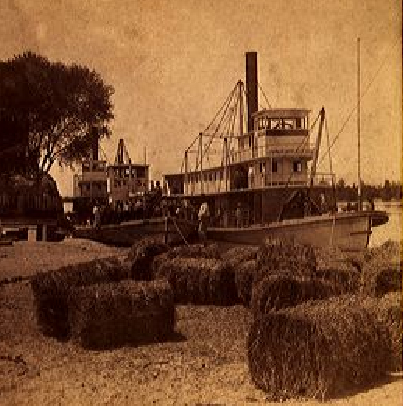
ユマ渡し場の蒸気船、1880年頃

1850年代から1870代にユマの渡しは蒸気船の渡し場として、またコロラド川上下流に向かう船の停船場として知られていた。蒸気船は様々な鉱山や軍事基地に向かう乗客や機材を運んだ。現在州立歴史公園となっているユマ補給倉庫が現在のアリゾナ州やニューメキシコ州やコロラド州の大部分の全ての砦に物資を供給した。ユマは川幅が大変広いコロラド川を渡るための数少ない自然の渡しの1つだったので、新しいカリフォルニア共和国（後のカリフォルニア州）への入口としても機能した。
サザン・パシフィック鉄道が1870年に橋を架けた。ユマは1864年に郡庁所在地になった。
農業労働者のオーガナイザーであるセザール・シャベスは1927年にユマの直ぐ東で生まれた。シャベスは成人してからの人生の大半をカリフォルニア州で過ごし、ユマからは数マイル南にあるサンルイの町で1993年に死んだ。

## 地理
ユマは人口密度の低いユマ砂漠の中に位置している。西はカリフォルニア州との州境に近く、南はメキシコとの国境に近い。ヒラ川がコロラド川に合流する地点の直ぐ西にあたる。アメリカ合衆国国勢調査局に拠れば、市域全面積は106.7平方マイル (276.4 km2)、このうち陸地は106.6平方マイル (276.2 km2)、水面は0.1平方マイル (0.2 km2)で水域率は0.07％である。

## 気候
ユマは全米の如何なる大きさの都市でも最高に暑い所の一つであり、7月の平均最高気温は 107°F(42℃)、1月の平均最高気温は 70°F(21℃) である。世界記録を掲載するギネスブックに拠れば、ユマは世界でも最も日照のある場所となっている。毎年4,456時間の昼間時間のうち、ユマでは約90 %にあたるおよそ4,050時間の日照がある。1年中ほぼ100％飛行に適した気象が得られるために、軍隊はここでパイロットを訓練することに魅力を感じた。ユマでは年間降水量が約3インチ (76 mm) にしかならない。
1995年7月28日、ユマでは 124°F(51℃) と過去最高温度を記録した。過去最低温度は2007年1月の 13°F(−11℃) である。気温が2時間もこのような低温になったことはユマ周辺の多くの作物に有害だった。アリゾナ州農政局の2007年2月の報告書に拠れば、最も被害の大きかった作物はユマ丘陵の柑橘類であり、特にレモンの場合収穫量が75ないし95％減っただけでなく、樹木も被害を受けた。
1997年、この砂漠の都市は、ハリケーン・ノラがコロラド川河口で上陸し、急速に真北に移動した後で大型熱帯低気圧の影響を受けた。この非常に稀な出来事で12,000世帯に停電を起こし、ユマ海兵隊航空基地では降水量が3.59インチ (90 mm) に達した。

## 人口動態
以下は2000年の国勢調査による人口統計データである。
| 基礎データ - 人口: 77,515人 - 世帯数: 26,649世帯 - 家族数: 19,613家族 - 人口密度: 280.6人/km2（726.8人/mi2） - 住居数: 34,475軒 - 住居密度: 124.8軒/km2（323.3軒/mi2） 人種別人口構成 - 白人: 68.33% - アフリカン・アメリカン: 3.21% - ネイティブ・アメリカン: 1.51% - アジア人:1.50% - 太平洋諸島系: 0.19% - その他の人種: 21.36% - 混血: 3.90% - ヒスパニック・ラテン系: 45.67% 年齢別人口構成 - 18歳未満: 29.6% - 18-24歳: 11.9% - 25-44歳: 27.1% - 45-64歳: 17.5% - 65歳以上: 13.9% - 年齢の中央値: 31歳 - 性比（女性100人あたり男性の人口） - 総人口: 99.1 - 18歳以上: 97.2 | 世帯と家族（対世帯数） - 18歳未満の子供がいる: 38.8% - 結婚・同居している夫婦: 56.6% - 未婚・離婚・死別女性が世帯主: 13.1% - 非家族世帯: 26.4% - 単身世帯: 21.7% - 65歳以上の老人1人暮らし: 9.8% - 平均構成人数 - 世帯: 2.79人 - 家族: 3.27人 収入と家計 - 収入の中央値 - 世帯: 39,885 米ドル - 家族: 41,588米ドル - 性別 - 男性: 35,440米ドル - 女性: 27,035米ドル - 人口1人あたり収入: 18,393米ドル - 貧困線以下 - 対人口: 16.9% - 対家族数: 14.1% - 18歳未満: 23.4% - 65歳以上: 13.9% |

貧困線以下の比率の高さは高い失業率にある。CareerBuilder.comによると、失業率は全米の都市で第1位である。
高い失業率はユマの問題であり続けている。労働統計局の2009年4月のデータによれば、失業率が15％を超えた全米の13都市の中でユマは第2位だった。ユマの失業率は20.3％であり、カリフォルニア州エル・セントロの26.9％に次ぐものだった。ユマの農業労働人口は収穫期の調整が入るものであり、これがアリゾナ州商務局による高い失業率となった理由である。

## 芸術と文化

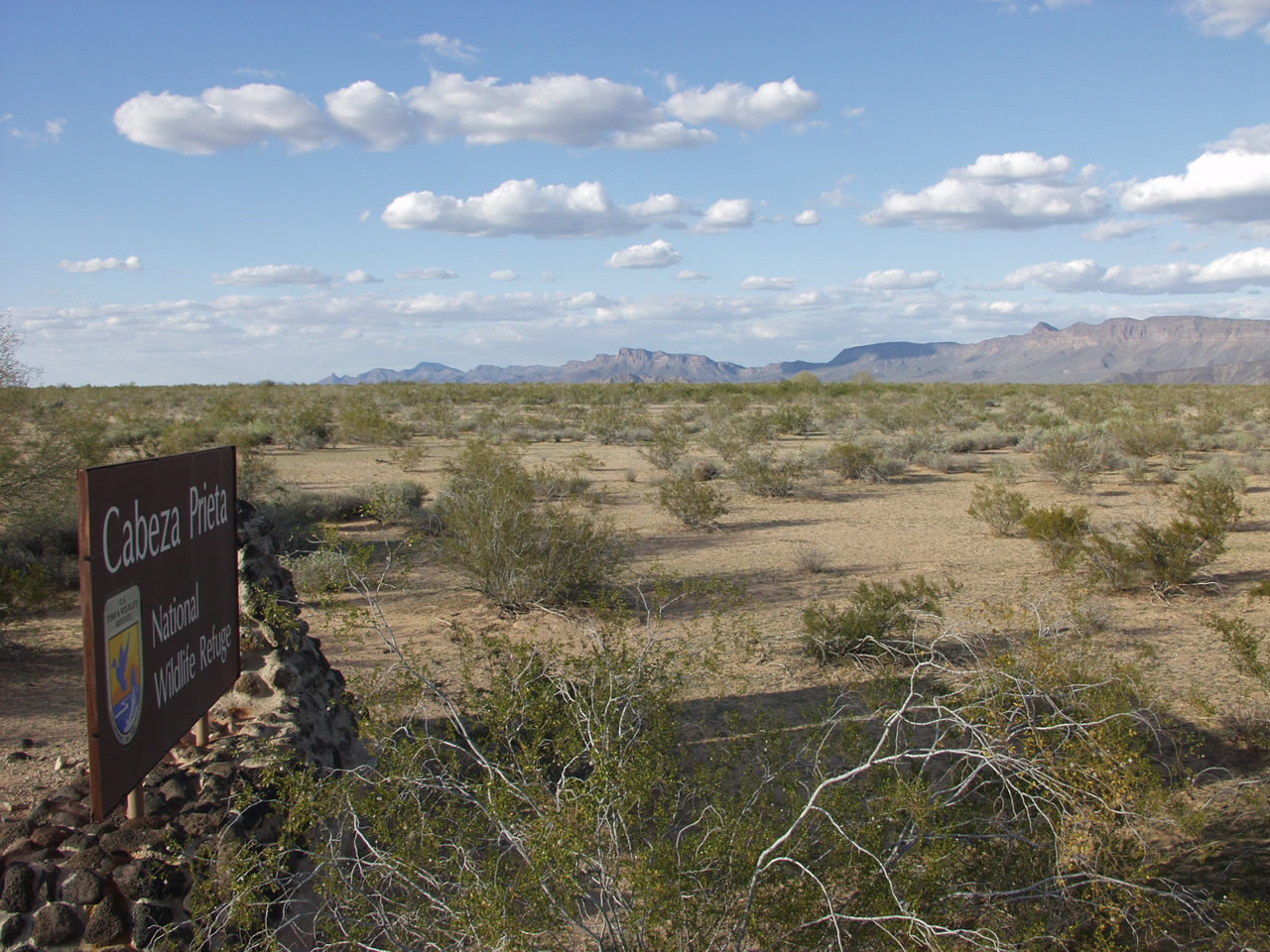
ユマに近い砂漠

ユマには歴史あるユマ準州刑務所、ユマ補給所州立歴史公園（元はユマ渡し場歴史公園と呼ばれていた）および歴史的中心街がある。2007年の映画『3時10分、決断のとき』では、幾つかのシーンがユマで撮影された。
ユマの近くにはコーファ山脈と野生生物保護区、マルティネス湖とミットリー湖、およびアルゴドーンズ砂丘がある。
市内には海兵隊のユマ海兵航空基地（MCAS Yuma）があり、毎年航空ショーを開き、大規模な軍事演習を行っている。陸軍の基地で新しい武器を試験するユマ性能試験場もある。
ユマにある他の見どころとしては、町の北から西に流れ、アリゾナ州とカリフォルニア州を分けているコロラド川がある。ユマはカリフォルニア州、アリゾナ州およびメキシコとの間でトラックによる物流の重要な拠点である。
リアルト映画館には、歴史的にも最も華やかで高価なキルゲンのパイプオルガンがあったが、当初無声映画の伴奏に使われていた。このオルガンがユマのユマ劇場に移されてからかなりの時間が経った。

## スポーツ
ユマにはマイナーリーグの野球場デザートサン・スタジアムがあり、アメリカン・ウェスト・ベースボールリーグのユマ・デザート・ラッツの本拠地となっており、またアリゾナ・ウィンターリーグでは2チーム（以前は4チーム）がホームゲームを開催している。サンディエゴ・パドレスが1969年から1993年までこの球場を春季キャンプに使っていた。また日本プロ野球のヤクルトスワローズも22年間春季キャンプに使った（1978年-1999年）。

## 教育
ユマ市はユマ統合高校学区に属する。ユマの地域には高校が9校ある。ユマ統合高校（あるいは単にユマ高校）、コーファ高校。シボラ高校、新設のヒラリッジ高校、私立のユマ・カトリック高校とカルバリー・バプテスト高校、さらにサンルイ地域にサンルイ高校がある。そのほか特別の教程やチャーターの高校として、ビスタ高校とYPICチャーター高校がある。ユマには第1地区とクレーン地区の2つの小学校区があり、それぞれ幾つかの小学校と中学校が含まれている。
アリゾナ・ウェスタン・カレッジはコミュニティ・カレッジであり、主に転学生や短い期間で目標達成を目指す学生の選択肢になっている。
ノーザン・アリゾナ大学はユマに支所をもっている。
ユマには郡の主図書館があり、ソマートン、ウェルトンおよびサンルイにも支所がある。新しい州立芸術図書館が開館した。

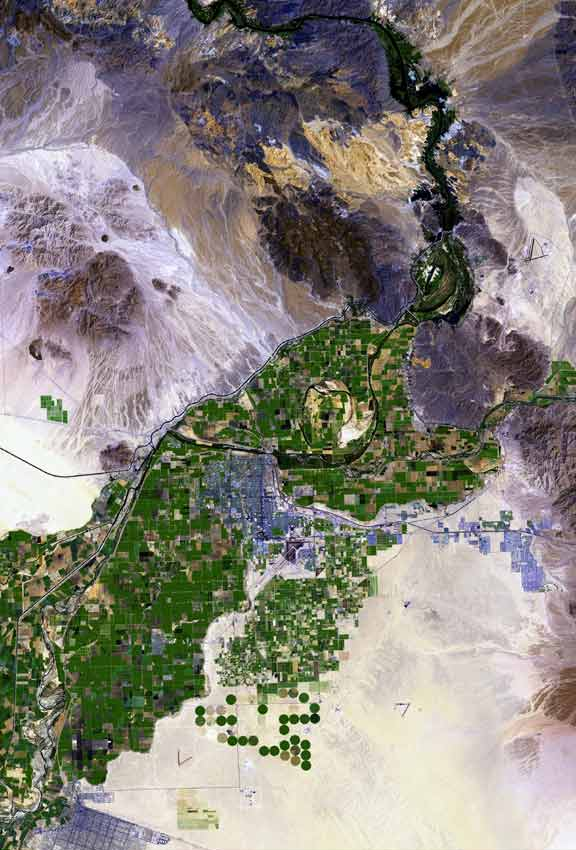
ユマの衛星写真

## 交通
- ユマ郡地域交通、地域内のバス運行
- ユマ国際空港
- ユマ駅、アムトラックの駅
- 州間高速道路8号線、国道95号線

## 著名な出身者と住人
- ルー・ドブス、テレビとラジオのホスト[13]
- マイク・マーシャル、ユマ・スコーピオンズの監督、ロサンゼルス・ドジャース在籍時に2度ワールドシリーズを制した。 日本ハムファイターズにも在籍したことがある。
- ベンジー・モリーナ、メジャーリーグベースボール、サンフランシスコ・ジャイアンツの捕手